# Церква Спаса на Берестові

Сучасний план церкви

Церква Спаса на Берестові — стародавня церква в Києві поблизу Києво-Печерської лаври, на колишній околиці Берестового, пам'ятка архітектури XI—XII ст. Розташована за межею фортечних мурів Києво-Печерської лаври, проте вважається частиною історико-архітектурного ансамблю лаври, і разом із нею у 1990 році була включена до списку об'єктів Світової спадщини ЮНЕСКО.
Точна дата побудови достеменно не відома. За традиційною версією, церква була зведена в період правління київського князя Володимира Мономаха між 1113 і 1125 роками як головний собор Спасо-Преображенського монастиря. Після зруйнування Києва в 1240 році протягом декількох століть перебувала в занепаді. У 1640—1644 роках зусиллями Київського митрополита Петра Могили будівля церкви, від якої до того часу залишилась тільки західна частина, була відновлена в стилі українського бароко і заново розписана. На початку XIX ст. прибудована триярусна дзвіниця в стилі класицизму.
Входить до складу Національного Києво-Печерського історико-культурного заповідника. Більша частина давніх фундаментів, які не були використані при відбудові, законсервована і музеєфікована. В інтер'єрі храму збереглись розписи XVII ст., а також віднайдено фрагменти фресок XII ст.

## Історія
Побудована наприкінці XI або на початку XII століття, можливо, коштом Володимира Мономаха. Уперше згадується в літописі 1072 року. Була усипальницею князів із роду Мономаховичів. 1157 року тут було поховано сина Володимира Мономаха Юрія Довгорукого, засновника Москви (тричі — у 1149—1150 роках, 1150 року та в 1155—1157 роках — був великим князем київським).
Зруйнована у 1240 році Батиєм. У 1482 році зруйнована кримським ханом Менґлі І Ґераєм.
Від первісної споруди церкви зберігся лише перший ярус прямокутного притвору. У 1640—1643 роках на замовлення Митрополита Петра Могили храм було реставровано у стилі українського бароко і розписано грецькими майстрами. За даними польського дослідника Пйотра Красного, автором перебудови церкви Спаса на Берестові був італійський архітектор Октавіано Манчіні.
1752 року під час капітального ремонту церква одержала п'ятиголове завершення.
При перебудові використано з первісної будови збережену західну частину з нартексом і хорами, добудовано дві каплиці й поставлено 5 бань.
У 1813—1814 роках за проєктом архітектора Андрія Меленського до неї прибудовано дзвіницю у формах класицизму. Такою церква збереглася до наших часів. Значний інтерес становили різьблені і чеканні прикраси престолу, виконані золотих і срібних справ майстром Ф. М. Коробкою.

Церква Спаса на Берестові на поч. ХХ ст. Картина Івана Їжакевича.

У 1909—1914 роках під керівництвом архітектора Петра Покришкіна були проведені археолого-архітектурні дослідження і реставрація стародавніх частин будинку, що збереглися. Дослідження підвалин церкви дали можливість уявити церкву у вигляді тринефної шестистовпної однобаневої споруди з притворами — південним, західним і північним. Збереглося характерне для давньоруської будівельної техніки кінця XI — початку XII ст. мурування стін на товстому шарі цементованого розчину з утопленими рядами цегли.
У 1920-х роках церкву Спаса на Берестові включили до складу Всеукраїнського державного культурно-історичного заповідника «Всеукраїнське музейне містечко», який пізніше був реорганізований у Києво-Печерський історико-культурний заповідник.
У 1947 році до 800-ї річниці заснування Москви в усипальні храму встановлено символічний саркофаг Юрієві Долгорукому, який традиційно вважається засновником Москви. Саркофаг виготовлений з українського лабрадориту, архітектор — П. Остапенко.
У церкві у 1970-х роках виявлено фресковий живопис XI—XII століть.

### Дослідження 2002—2004 років
У 2001 році Інститут архітектурної консервації «Гетті» надав грант на проєкт підготовки реставрації церкви Спаса на Берестові з метою сприяння її збереженню, як визначної пам'ятки всесвітнього значення. У 2002—2003 роках у рамках програми грантів фонду «Гетті» в церкві проводились науково-реставраційні дослідження, пов'язані з розробкою проєкту консервації та музеєфікації пам'ятки, виконання невідкладних робіт. Дослідження проводила архітектурно-археологічна експедиція НАН України під керівництвом Гліба Івакіна, за участі археологічного відділу Національного Києво-Печерського історико-культурного заповідника, зокрема С. Балакіна, О. Зажигалова, Д. Фінадоріна, а також науковців і технологів Державного центру консервації та реставрації пам'яток археології.
Було здійснено науково-технологічне та інженерно-конструкторське обстеження фасадів, конструкцій покрівлі та перекриття, а також живопису в інтер'єрі храму. В результаті проведених робіт були одержані дані, що підтверджують теорію про заснування церкви в XI ст., а також отримані відомості про невідому реконструкцію церкви XIV—XVI ст. Було розроблено програму збереження пам'ятки.
У 2003—2004 роках всередині храму було закладено близько десяти шурфів для з'ясування технічного стану фундаментів та характеру їхньої реставрації, проведеної під час розкопок 1914 року під керівництвом Петра Покришкіна.

### Реставрація у 2017—2019 роках
У 2017 році у храмі Спаса на Берестові розпочались реставраційні роботи. Проєкт передбачав реставрацію храму всередині й території навколо нього, а також проведення комплексу консерваційних та реставраційних робіт. Під час реставраційних робіт були збережені всі автентичні фрагменти пам'ятки. Особливу цінність, як наголосив директор Києво-Печерського заповідника Любомир Михайлина, складають фрески, якими багата церква. Меценатом проєкту є В'ячеслав Москалевський, який виділив на цей проєкт 50 млн грн. Реставраційні роботи тривали 2 роки і були успісшно закінчені 2019 року.

## Архітектура
Мала три бокові притвори, що надавало їй хрещатого вигляду.

## Живопис церкви Спаса на Берестові

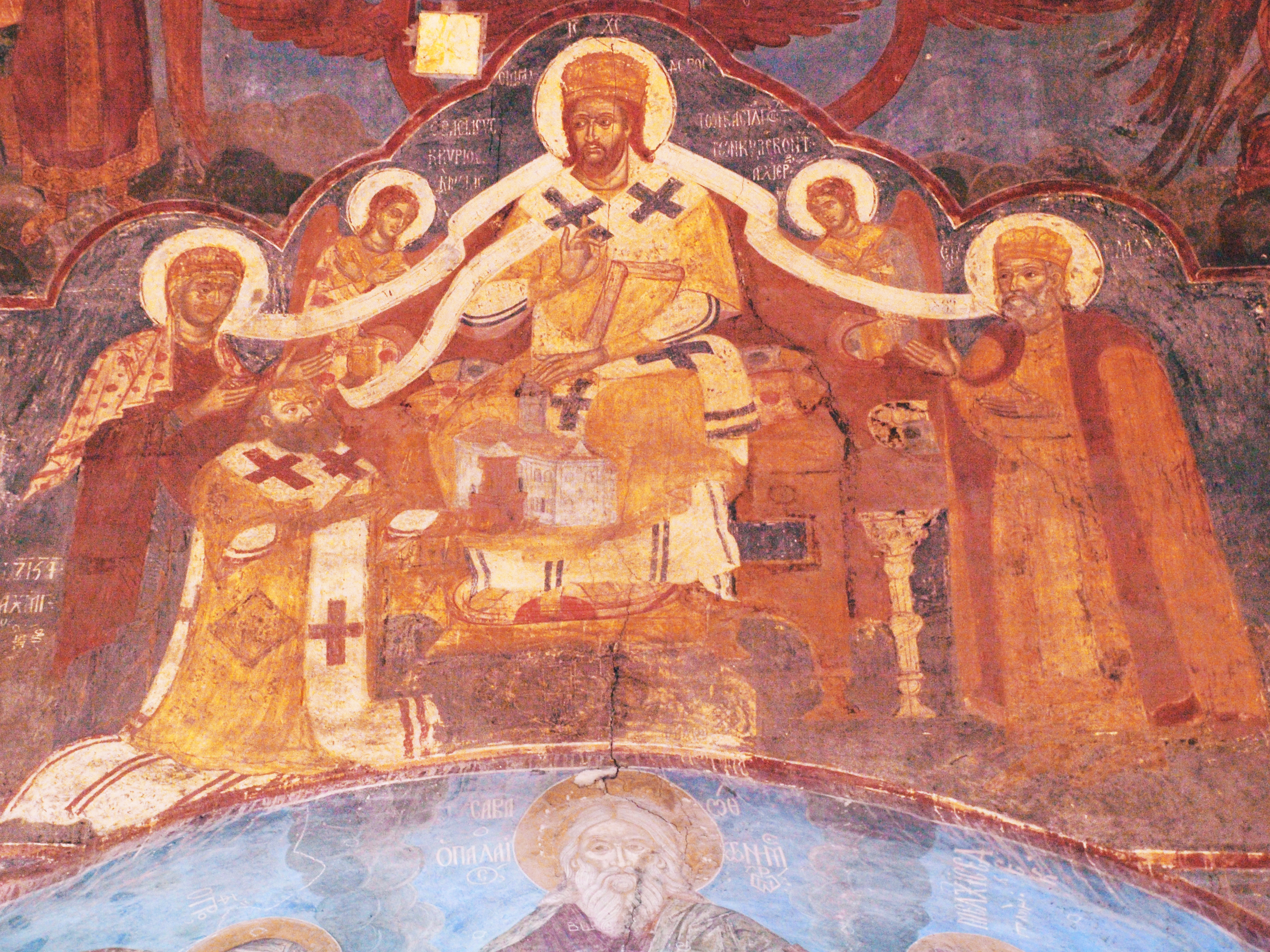
Петро Могила (зліва навколішках перед Христом) і великий князь Володимир (справа) на фресці

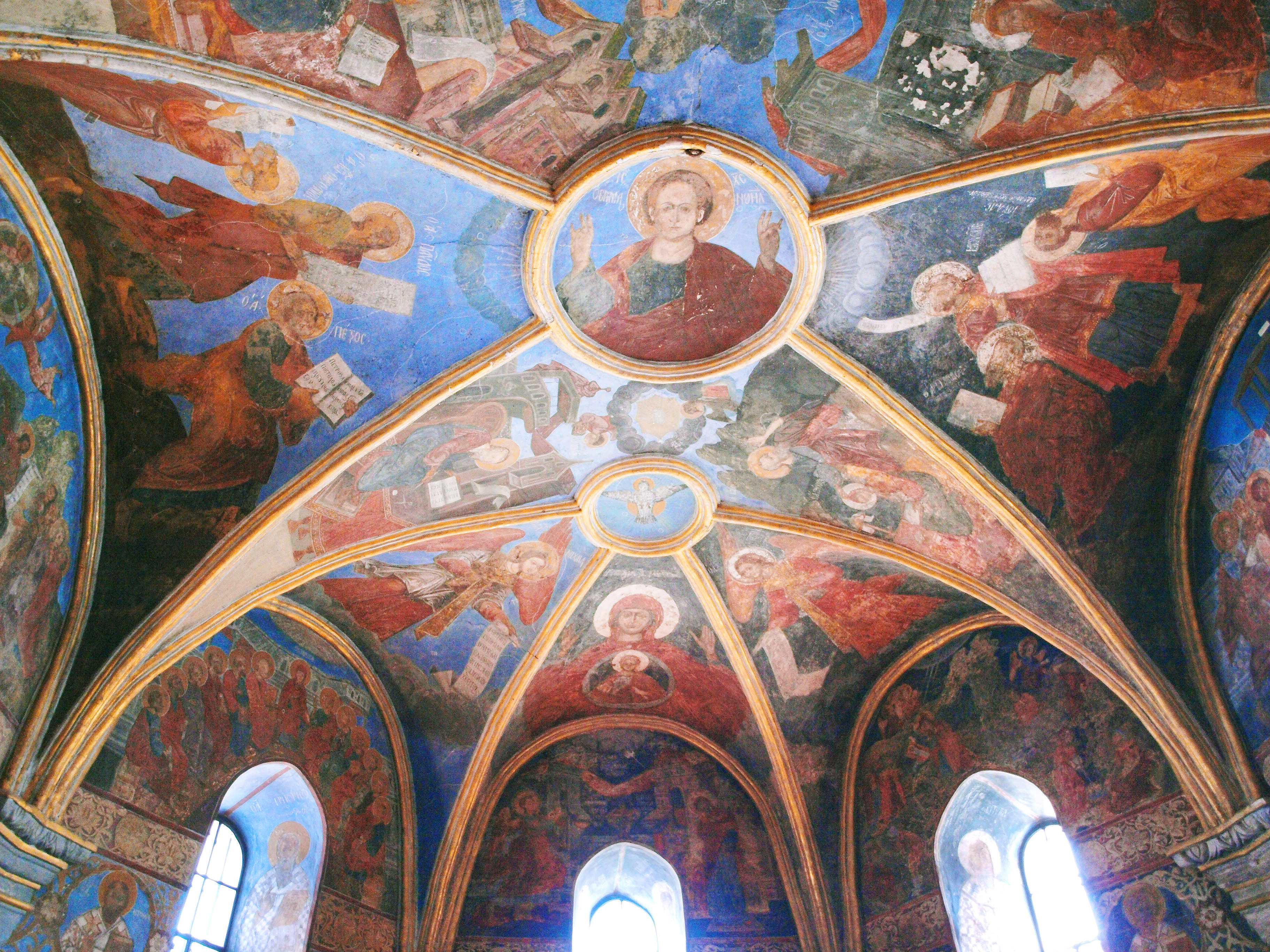
Фрески після реставрації 2017—2019 років

Після зведення у XI—XII ст. храму стіни були прикрашені фресками, але той первісний вигляд інтер'єрів до нашого часу не зберігся. У 40-х роках XVII століття після відбудови храм заново розписали грецькі майстри, яких запросив Петро Могила. Справжньою сенсацією стало відкриття у травні 1970 року на західній стіні нартекса храму фрагментів первісних фресок XI—XII ст. Тоді ж була розчищена фреска «Чудесний лов риби» (інша назва — «Явлення Христа учням на Тиверіадському морі»).

### Фрески XVII ст.
Стінописи XVII ст., що вкривають весь внутрішній простір церкви Спаса, є унікальною пам'яткою монументального живопису та одними з небагатьох фресок XVII ст., що збереглись до нашого часу. Їх виконували за суворими грецькими канонами живописці з Афона. На думку сучасних мистецтвознавців, окремі фрески, зокрема композицію «Моління», могли виконати місцеві українські живописці. Стінопис середньої апсиди й нартекса має паралелі з розписами церков Південної Буковини та Молдови (Борешта, Каушанах, Нямці, П'ятра-Нямці та ін.), а також перегукується з виразно православним живописом готичних храмів Кракова, Віслиці, Любліна, Сандомира. Впродовж XVIII—XIX ст. фресковий живопис XVII ст. доповнювався та переписувався олією. На початку XX ст. фрески 1644 року були звільнені від пізніших записів.

#### Загальна композиція і тематика
Розписи церкви, виконані грецькими та місцевими майстрами, являють собою доволі цікаву трансформацію візантійського мистецтва. У композиціях, поряд із традиційною умовністю та канонічним зображенням людини, простежується вплив реалістичного мистецтва раннього італійського Відродження — зокрема в кольоровій гамі, у виконанні окремих деталей і побутових подробиць.
Над входом до приміщення церкви є напис про відбудову і розпис:

| Петро Могила, архієрей Божий, дарує і цей храм і самого себе Господу Владиці й завершив цей достославний і пріснопам'ятний дім, вивівши його із забуття, перстами греків написав славу, яку Ти, Безначальний, осягнув хресними стражданнями своїми посеред землі, бо в храмі Божому всякий славу приносить. Ти, що утверджуєш склепіння небесні та вагу землі своєю долонею тримаєш, утримай і цей дім назавжди нерушимим во славу Твоєї Держави. В літо від Різдва Христового, 1644, листопада 16 |.
Обабіч входу до церкви розміщені композиції зі статичними постатями Христа та Богородиці на престолах; за троном Христа стоять ангели. Над надписом знаходиться композиція «Преображення». Серед фрескових зображень особливе місце займає композиція «Моління», яка розміщена в центральній частині храму над аркою, що веде до вівтаря.

#### Фреска «Преображення»
Композиція «Преображення» є зображенням описаної в Євангеліях події — таємничого преображення, явлення Божої величі та слави Ісуса Христа перед трьома найближчими учнями на горі Фавор. Центральне місце в композиції займає постать Христа на блакитному тлі, який у сяйві «світла» — в мигдалеподібному ореолі — стоїть на горі Фавор. Поруч із ним — пророки Ілля та Мойсей, а внизу — апостоли Петро, Іоанн та Іоаків. Ідея Преображення Господнього полягає у духовному переродженні людини, відмові від гріховного життя та очікуванні вічного життя. Церква Спаса на Берестові названа та освячена саме на честь цієї події.
Православне свято Преображення Господнього — Спас, що в українській традиції має назву Яблучного Спаса, — є одним із Дванадесятих свят присвячених Христу і відзначається 6 серпня.

#### Фреска «Моління»

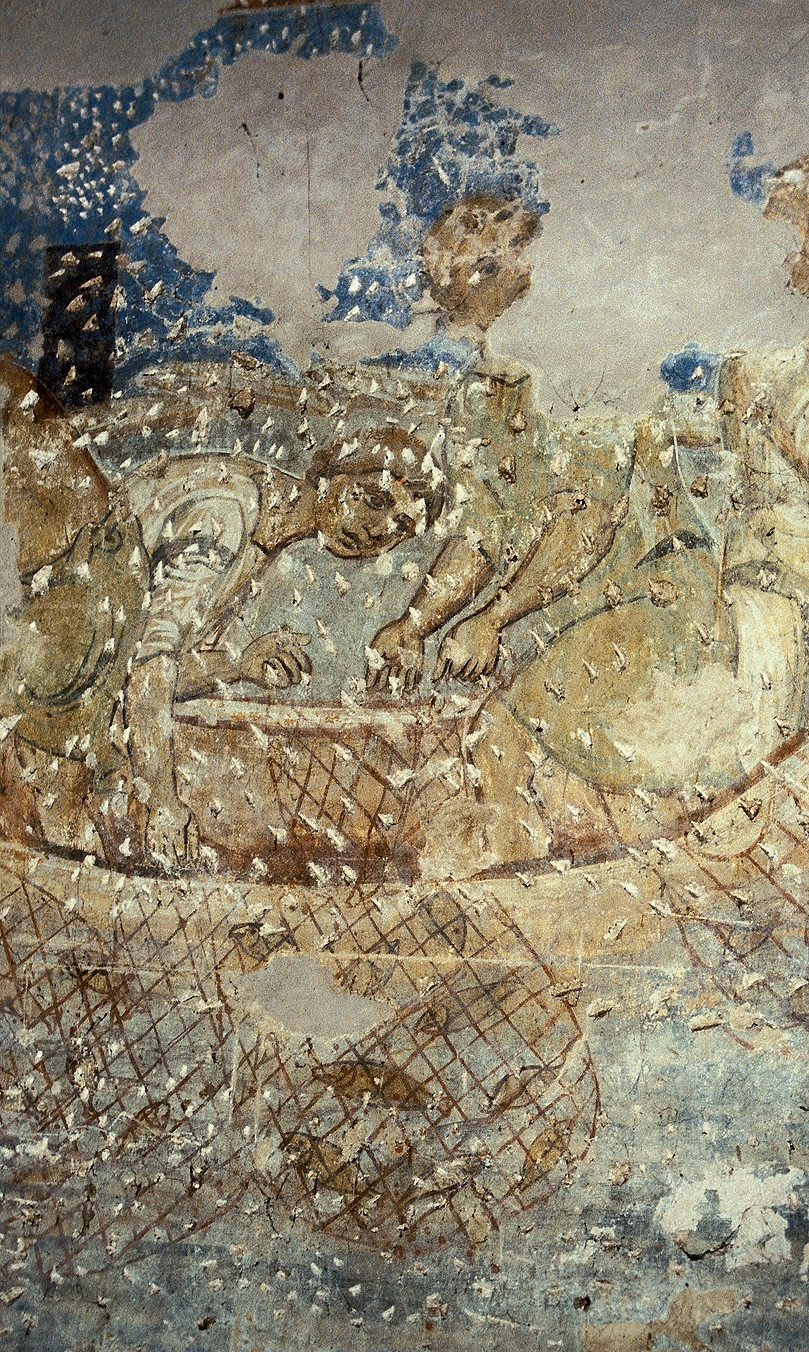
Фрагмент фрески «Чудесний лов риби» («Явлення Христа учням на Тиверіадському морі»)

Композиція «Моління» (інша назва — «Дар Петра Могили»), що розташована на стіні над арковим проходом до центральної апсиди, є видатним твором українського живопису XVII ст., а також ктиторським прижиттєвим портретом Петра Могили. В центрі композиції — Христос на престолі в архієрейському вбранні, праворуч нього — Богородиця, ліворуч — великий князь Володимир. Уклінний Київський митрополит Петро Могила, тримаючи в руках відновлену ним церкву Спаса на Берестові, підносить її Христу. Митрополит зображений з широкою посивілою бородою, високим лобом, аристократичним носом з горбинкою, виразними карими очима; стулені губи свідчать про його енергійний характер. В ногах Христа зображено герб Петра Могили.

### Фрески XI—XII ст.

#### Фреска «Явлення Христа учням на Тиверіадському морі»
Зображену на фресці сцену трактують як описане в Євангелії від Івана явлення Христа своїм учням на Тиверіадському морі (третє явлення після Воскресіння із мертвих). За цією легендою, коли Петро, Фома, Яків, Іоанн та Натанаїл ловили рибу, Христос підійшов до них, проте його спершу не впізнали. Він вказав учням місце, куди потрібно закинути невід і той за хвилину наповнився рибою. Тоді один з учнів сказав Петрові — «Це ж Господь!», а Петро, почувши це, кинувся у море і поплив до Вчителя.

### Стан фресок
За даними досліджень 2002—2003 років, частини фресок XVII ст., які були очищені від пізніших нашарувань і законсервовані у 1980—90-х роках, перебувають у задовільному стані, хоча й забруднені кіптявою і пилом. Інші частини фресок XVII ст., які не були очищені від нашарувань, — переважно в аварійному стані. Є численні місця лущень фарбового шару записів, внаслідок яких активно руйнується і фарбований шар фресок. Відбувається відшарування і тріщини тиньку XVII ст.
Частина фрескового живопису XI—XII ст., відкрита під час попередніх реставрацій, перебуває в кращому стані, ніж фрески XVII ст., але також потребує проведення консерваційних робіт.

## Усипальниця
Княжна Єфимія Володимирівна (1138)

## Галерея

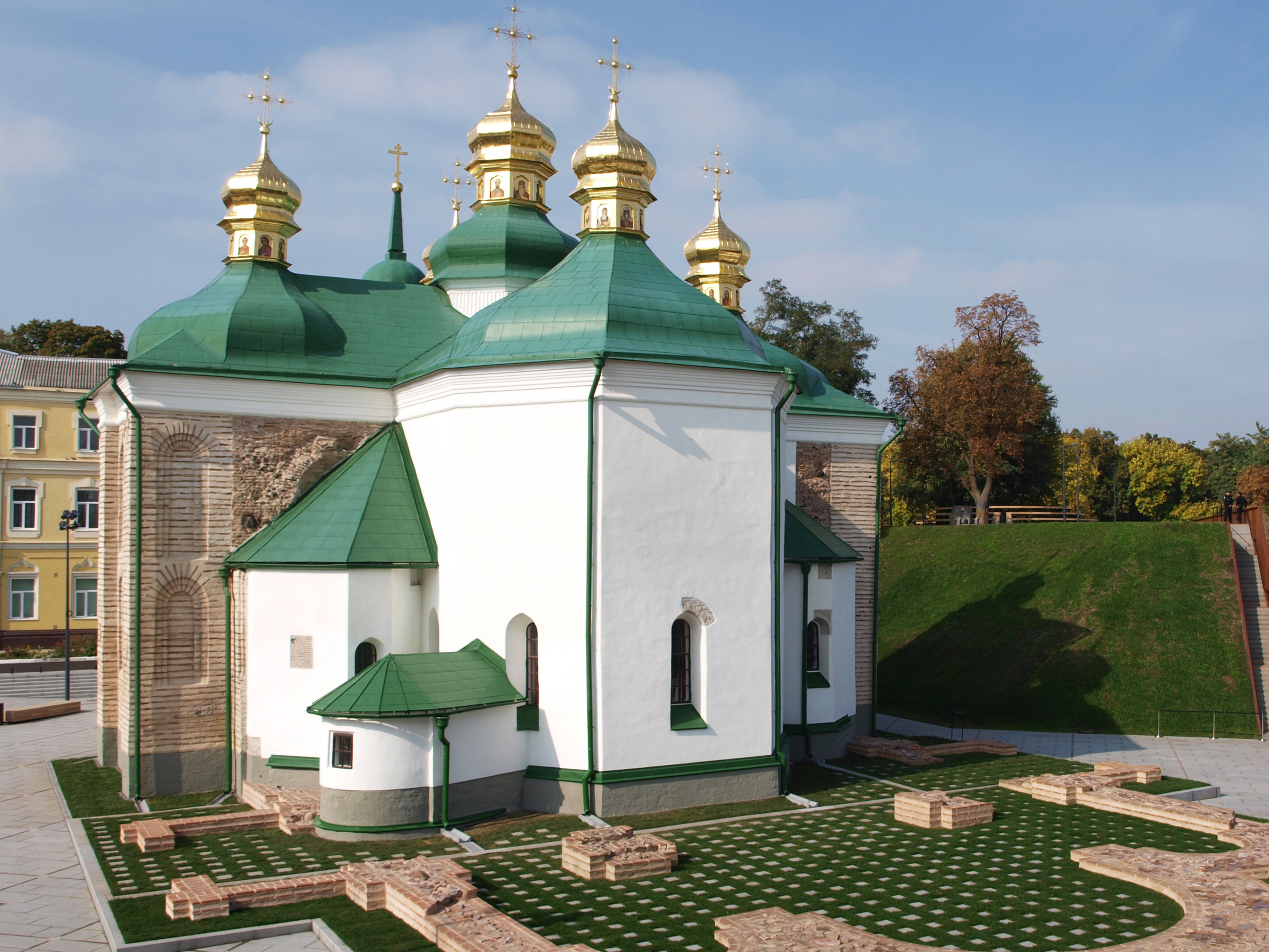
Церква Спаса на Берестові
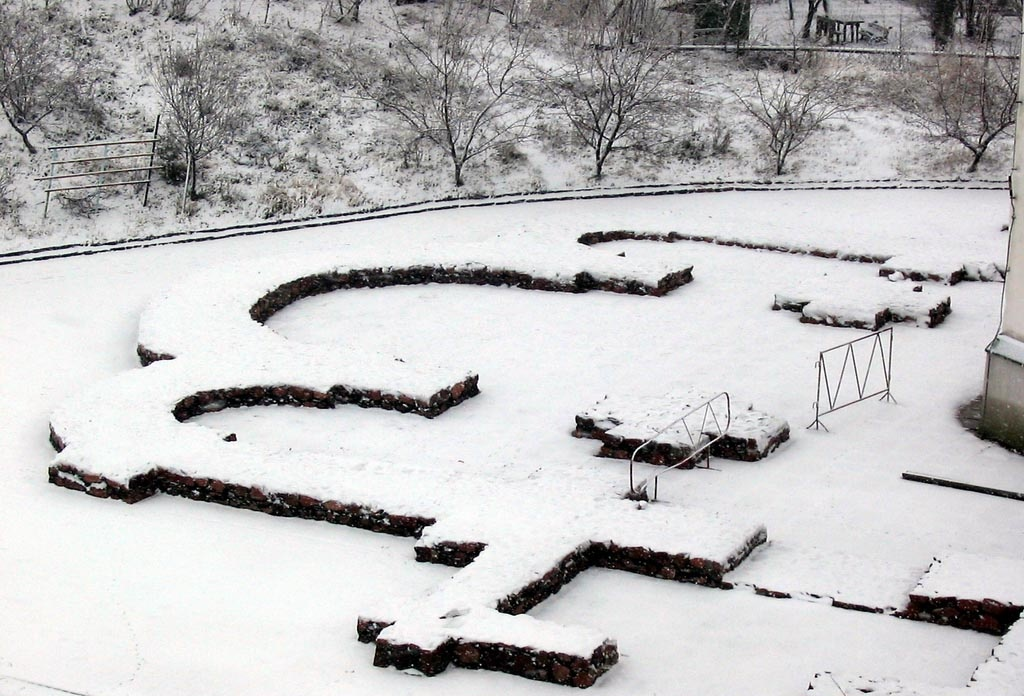
Викладка плану втраченої частини храму
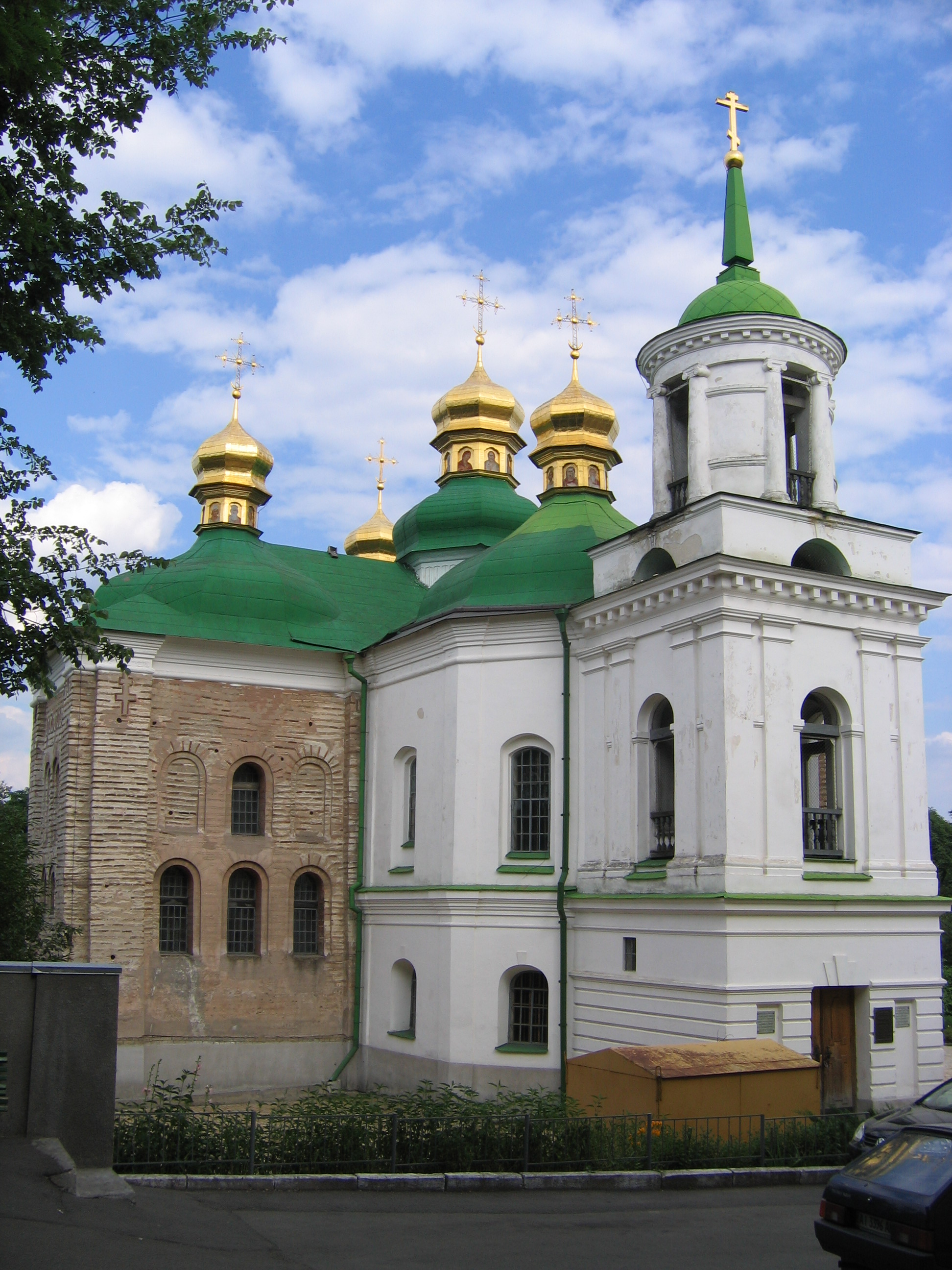
Дзвіниця 1813 року
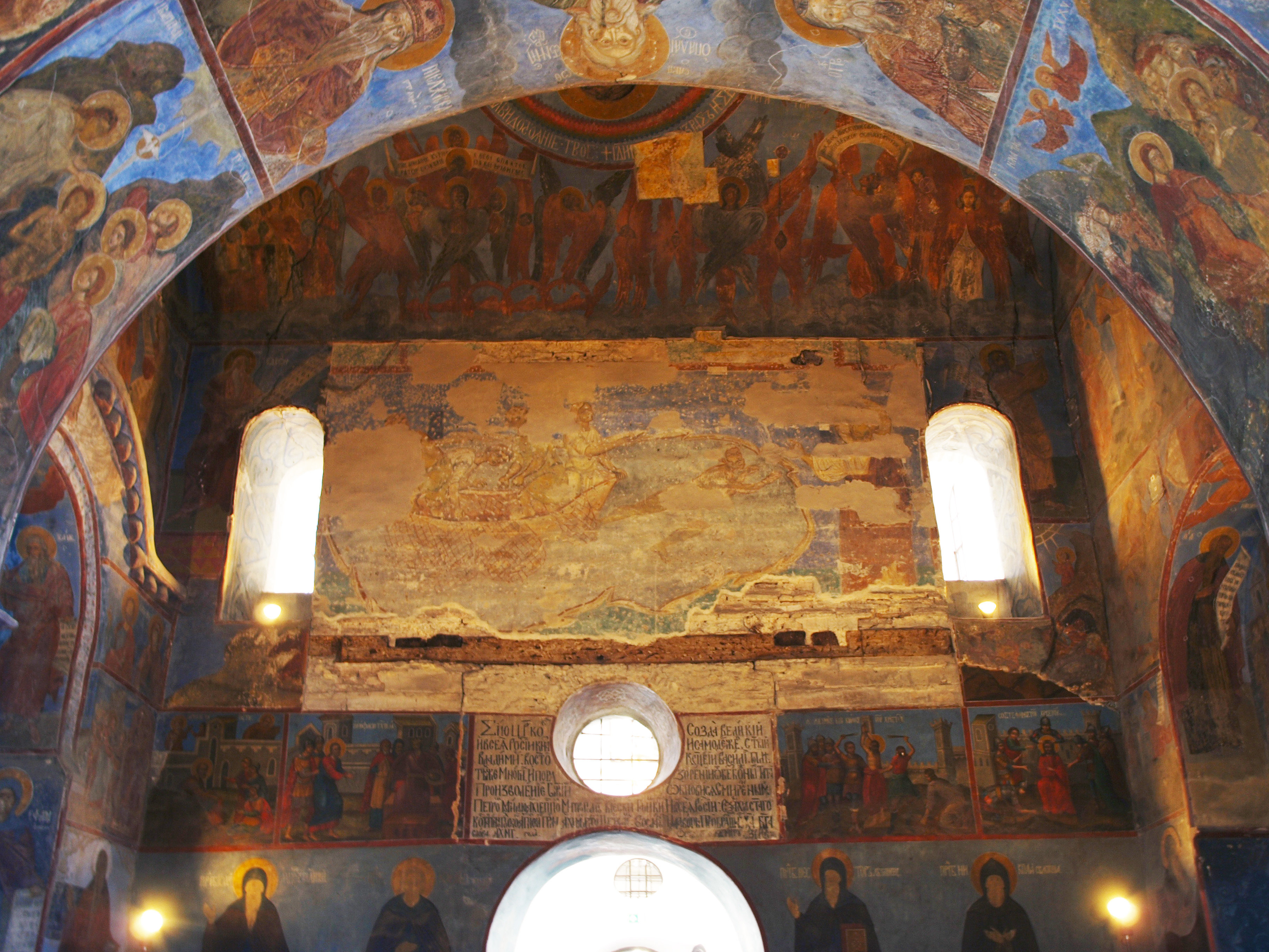
Первісна фреска XI—XII сторіч «Чудесний лов риби» на західній стіні нартекса храму